# Fontienne
Fontienne est une commune française, située dans le département des Alpes-de-Haute-Provence en région Provence-Alpes-Côte d'Azur.

## Géographie

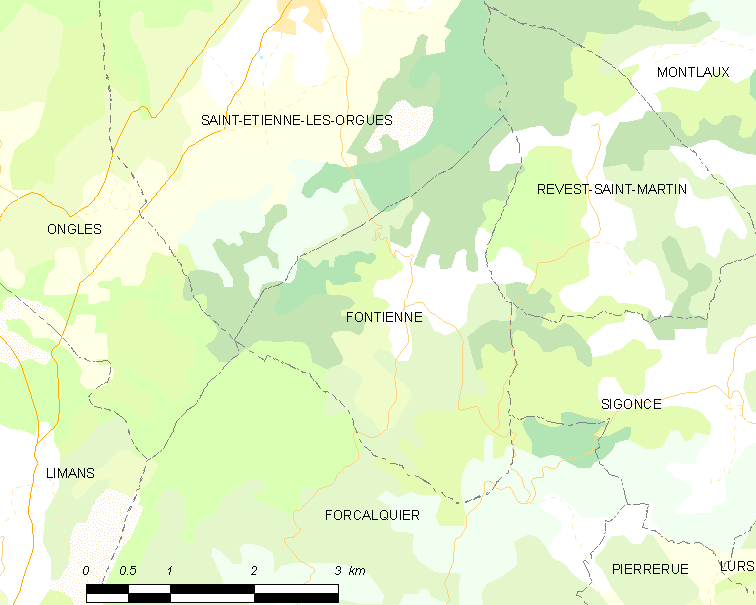
Fontienne et les communes voisines (Cliquez sur la carte pour accéder à une grande carte avec la légende).

La commune est localisée en Haute-Provence, à environ 5 km au sud de Saint-Étienne-les-Orgues, l'ancien chef-lieu de canton, et environ 7 km au nord de Forcalquier, la sous-préfecture. Elle est limitrophe avec le parc naturel régional du Luberon, au sud.
Les communes limitrophes de Fontienne sont Saint-Étienne-les-Orgues, Revest-Saint-Martin, Sigonce, Forcalquier et Ongles.
Le centre du village est situé à 720 m d’altitude.
La commune est traversée de sud-ouest en nord-est par le sentier de grande randonnée GR 6.

### Géologie

Massif des Alpes et localisation des Préalpes de Digne.

Le territoire se situe sur des formations calcaires provençales du Jurassique supérieur et du Crétacé inférieur (roches sédimentaires issues d'un ancien océan alpin), à proximité de trois formations géologiques majeures des Alpes :
- la nappe de Digne à l'est[4], au niveau du lobe de Valavoire[5] : il s'agit d'une nappe de charriage, c'est-à-dire d'une dalle épaisse de près de 5 000 m qui s'est déplacée vers le sud-ouest durant l'Oligocène et la fin de la formation des Alpes. Les lobes (ou écailles) correspondent à la bordure découpée à l'ouest de la nappe ;
- la faille de la Durance au sud-est, dans la vallée ;
- le plateau de Valensole au sud-est : bassin molassique du Miocène et du Pliocène composé de roches sédimentaires détritiques (dépôts liés à l'érosion des montagnes apparues à l'Oligocène).

### Climat
Pour des articles plus généraux, voir Climat de Provence-Alpes-Côte d'Azur et Climat des Alpes-de-Haute-Provence.
En 2010, le climat de la commune est de type climat méditerranéen altéré, selon une étude du Centre national de la recherche scientifique s'appuyant sur une série de données couvrant la période 1971-2000. En 2020, Météo-France publie une typologie des climats de la France métropolitaine dans laquelle la commune est exposée à un climat de montagne ou de marges de montagne et est dans une zone de transition entre les régions climatiques « Provence, Languedoc-Roussillon » et « Alpes du sud ».
Pour la période 1971-2000, la température annuelle moyenne est de 11,1 °C, avec une amplitude thermique annuelle de 16,9 °C. Le cumul annuel moyen de précipitations est de 938 mm, avec 6,6 jours de précipitations en janvier et 3,7 jours en juillet. Pour la période 1991-2020, la température moyenne annuelle observée sur la station météorologique de Météo-France la plus proche, « Dauphin », sur la commune de Dauphin à 12 km à vol d'oiseau, est de 12,6 °C et le cumul annuel moyen de précipitations est de 693,2 mm. 
La température maximale relevée sur cette station est de 42,1 °C, atteinte le 28 juin 2019 ; la température minimale est de −16,4 °C, atteinte le 7 février 2012,,.
Les paramètres climatiques de la commune ont été estimés pour le milieu du siècle (2041-2070) selon différents scénarios d'émission de gaz à effet de serre à partir des nouvelles projections climatiques de référence DRIAS-2020. Ils sont consultables sur un site dédié publié par Météo-France en novembre 2022.

### Environnement
La commune compte 438 ha de bois et forêts, soit 53 % de sa superficie.

### Voies de communication et transports

#### Réseau routier

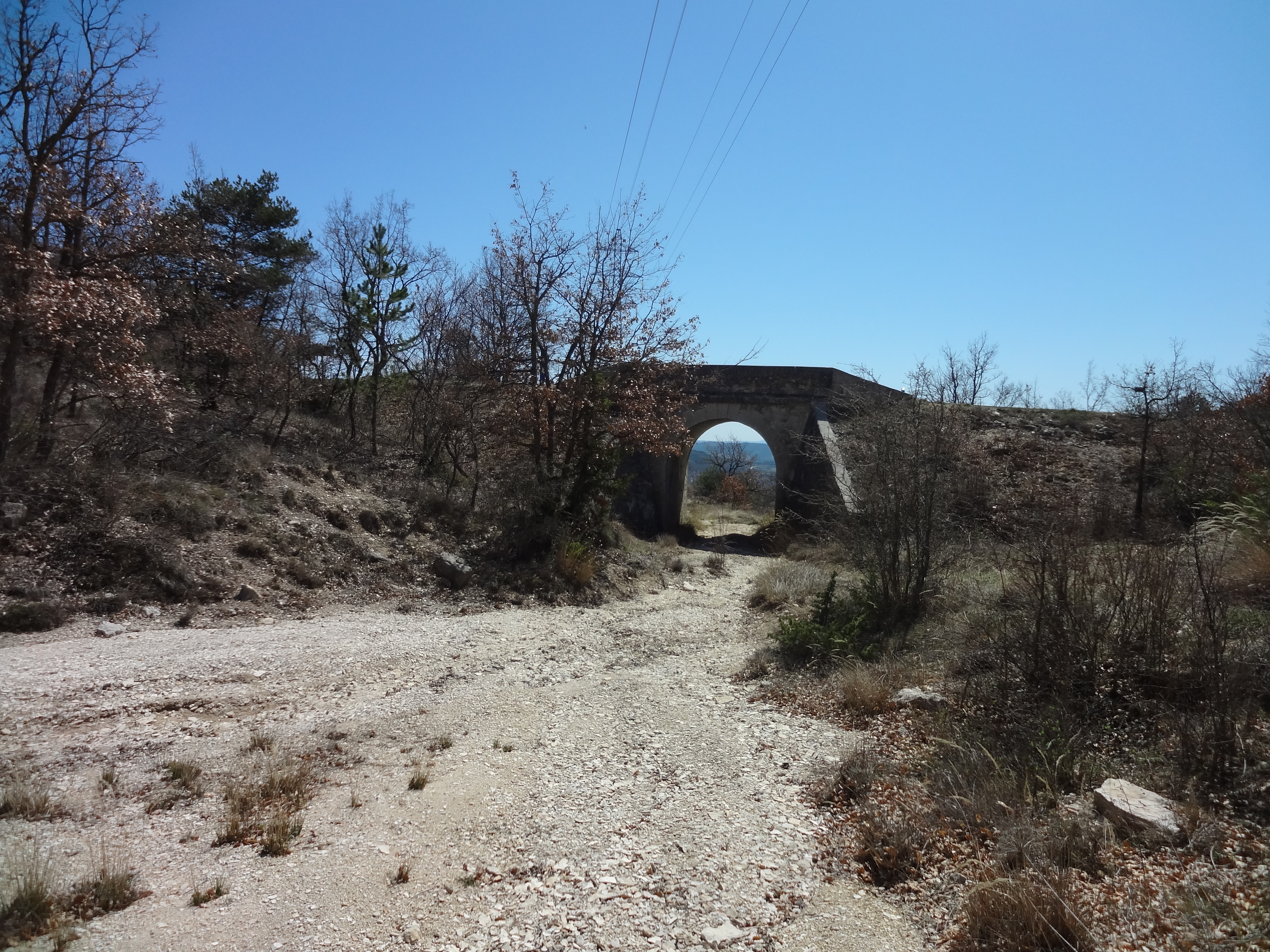
Pont de la RD 12 sur le ravin à sec des Aravanches (1869).

La commune de Fontienne est située sur un col. Elle est desservie par la route départementale RD 12, qui relie Forcalquier à Saint-Étienne-les-Orgues, et par la RD 116, qui la relie à la RD 16 (entre Forcalquier et Sigonce).

#### Services autocars
Le village est desservi par une ligne du réseau Zou ! Alpes-de-Haute-Provence :
| Ligne                           | Tracé                           |
| ------------------------------- | ------------------------------- |
| Modèle:Bus Zou04/correspondance | Cruis ↔ Fontienne ↔ Forcalquier |

### Risques majeurs
Aucune des 200 communes du département n'est en zone de risque sismique nul. L'ancien canton de Saint-Étienne-les-Orgues auquel appartient Fontienne est en zone 1b (sismicité faible) selon la classification déterministe de 1991, basée sur les séismes historiques, et en zone 4 (risque moyen) selon la classification probabiliste EC8 de 2011. La commune de Fontienne est également exposée à trois autres risques naturels :
- feu de forêt,
- inondation,
- mouvement de terrain : plusieurs versants de la commune sont concernés par un aléa moyen à fort[16].

Aucun plan de prévention des risques naturels prévisibles (PPR) n’existe pour la commune et le Dicrim existe depuis 2010. La commune n’est exposée à aucun des risques technologiques recensés par la préfecture.

## Urbanisme

### Typologie
Au 1er janvier 2024, Fontienne est catégorisée commune rurale à habitat dispersé, selon la nouvelle grille communale de densité à 7 niveaux définie par l'Insee en 2022.
Elle est située hors unité urbaine. Par ailleurs la commune fait partie de l'aire d'attraction de Forcalquier, dont elle est une commune de la couronne,. Cette aire, qui regroupe 7 communes, est catégorisée dans les aires de moins de 50 000 habitants,.

### Occupation des sols
L'occupation des sols de la commune, telle qu'elle ressort de la base de données européenne d’occupation biophysique des sols Corine Land Cover (CLC), est marquée par l'importance des forêts et milieux semi-naturels (85,2 % en 2018), une proportion identique à celle de 1990 (85,2 %). La répartition détaillée en 2018 est la suivante : 
forêts (47,6 %), milieux à végétation arbustive et/ou herbacée (34,4 %), zones agricoles hétérogènes (14,8 %), espaces ouverts, sans ou avec peu de végétation (3,2 %).
L'évolution de l’occupation des sols de la commune et de ses infrastructures peut être observée sur les différentes représentations cartographiques du territoire : la carte de Cassini (XVIIIe siècle), la carte d'état-major (1820-1866) et les cartes ou photos aériennes de l'IGN pour la période actuelle (1950 à aujourd'hui).

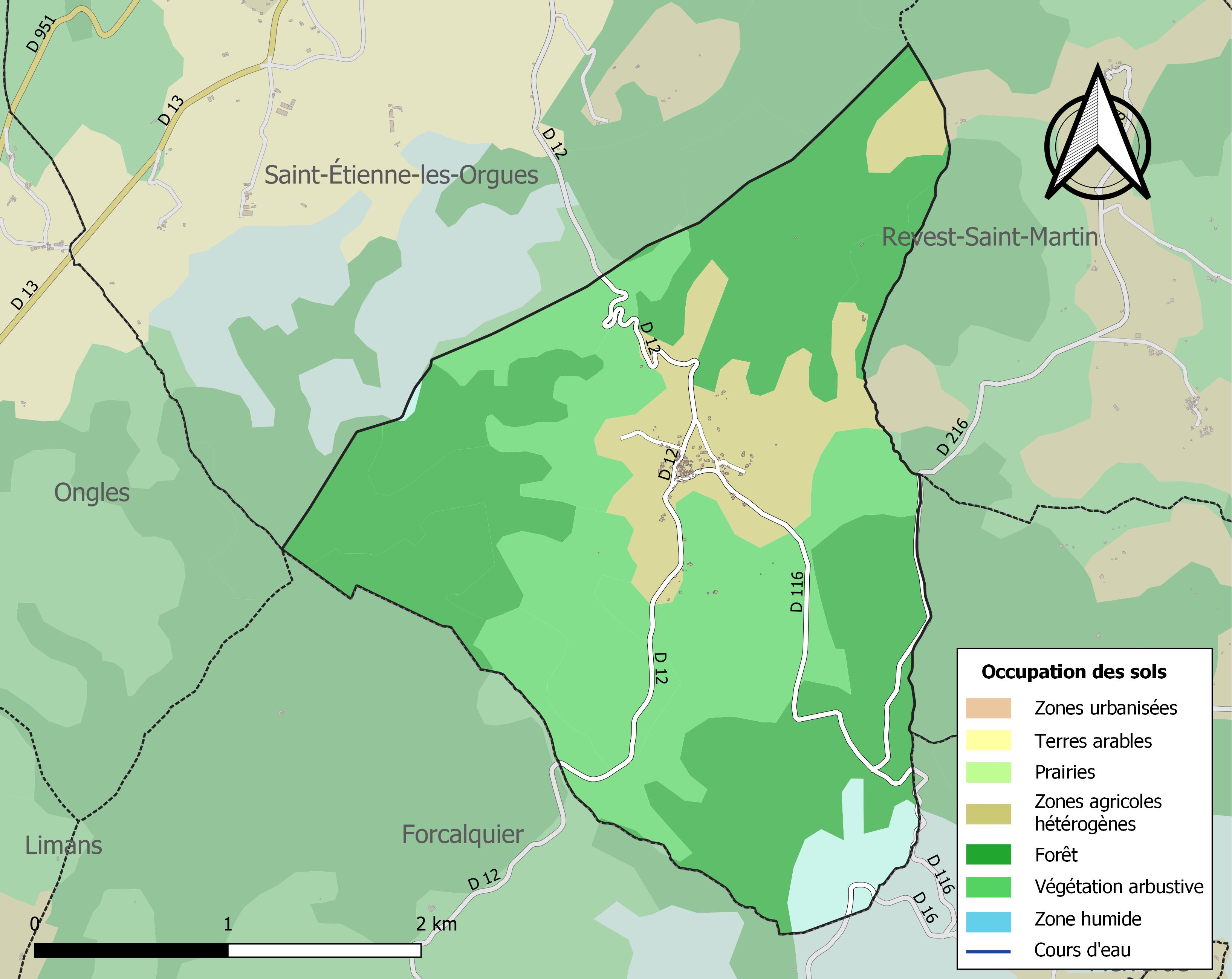
Carte de l'occupation des sols de la commune en 2018 (CLC).

## Toponymie

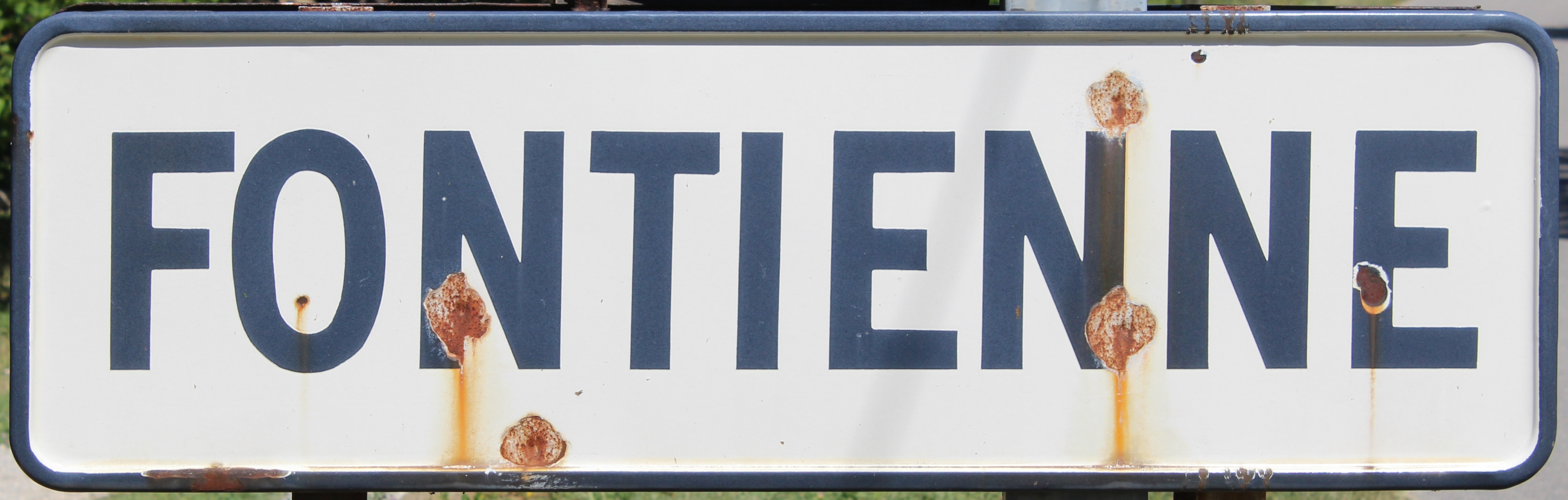
Panneau d'entrée dans le village.

Fontienne vient de Fonte Jana (avant 970) puis Fonteiana (1055). Ce nom est parfois interprété comme faisant référence à sa source importante et à la déesse romaine Diane (fons Dianae), mais plus souvent comme dérivé d’un nom propre romain (Fonteianus),, ou variation de Fonteciana du nom d'un homme latin Fonteius plus le suffixe -ane, signifiant "le domaine de Fonteius", l’appelation villa pour la communauté se conservant jusqu’au XIe siècle.

## Histoire

### Antiquité
Dans l’Antiquité, le territoire de Fontienne fait partie de celui des Sogiontiques (Sogiontii), dont le territoire s’étend du sud des Baronnies à la Durance. Les Sogiontiques sont fédérés aux Voconces, et après la conquête romaine, ils sont rattachés avec eux à la province romaine de Narbonnaise. Au IIe siècle, ils sont détachés des Voconces et forment une civitas distincte, avec pour capitale Segustero (Sisteron).

### Moyen Âge
Alors que le sud-est de la Gaule était une terre burgonde, le roi des Ostrogoths Théodoric le Grand fait la conquête de la région entre la Durance, le Rhône et l’Isère en 510. La commune dépend donc brièvement à nouveau de l’Italie, jusqu’en 526. En effet, pour se réconcilier avec le roi burgonde Gondemar III, la régente ostrogothe Amalasonthe lui rend ce territoire.
La localité apparaît pour la première fois dans les chartes avant 970 (Fonte Jana). Au IXe siècle, le polyptyque de Wadalde mentionne deux colonicae appartenant à la cathédrale Sainte-Marie de Marseille. Ces deux colonges, appelées Fontelaigas et Fonteleigas, dont une abandonnée, étaient toutes deux situées à Fontienne.

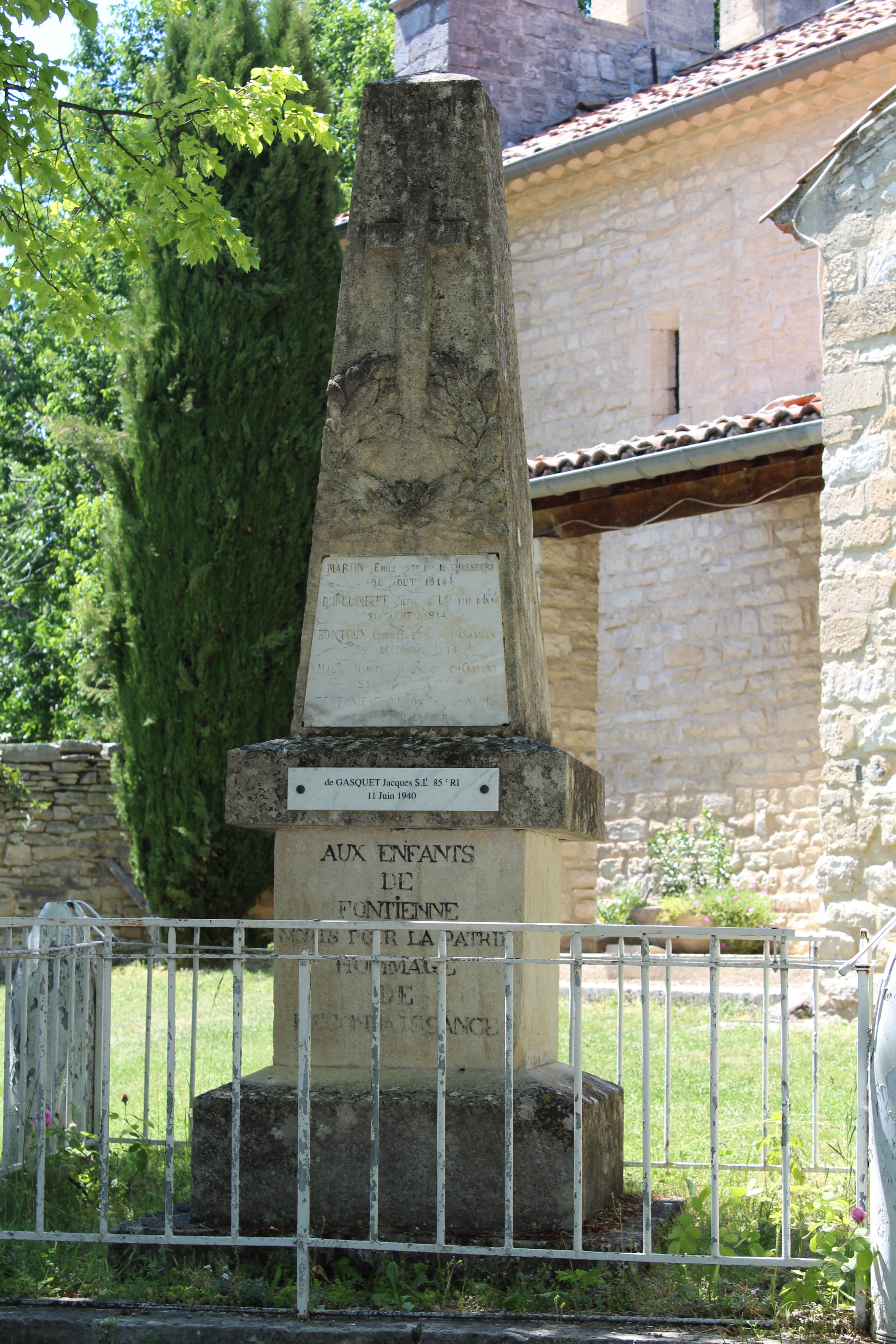
Monument aux morts de la Première Guerre mondiale.

Au milieu du Moyen Âge, le site actuel est occupé par une petite agglomération, comme l’attestent les sarcophages retrouvés autour de l’église. Au XIe siècle, la collectivité devait être administrée par un groupe d'alleutiers, donc de paysans libres ne relevant d'aucun seigneur, ce qui n'empêchait pas la présence d'une église dépendant de l’abbaye de Cruis, qui percevait les revenus attachés à cette église, et d'un seigneur arrière-vassal de Saint-Étienne, absorbé par la vicomté de Reillanne en 1379. Enfin, sous l’Ancien Régime, la communauté relevait de la viguerie de Forcalquier.

### Révolution française
La société patriotique de la commune y est créée assez précocement, pendant l’été 1792.

### Époque contemporaine
Plusieurs concessions minières sont adjugées au milieu du XIXe siècle pour l’extraction de lignite :
- une dite de Fontienne, concède l’exploitation de 130 ha à Paul Boursier en 1844. La concession est renouvelée en 1900 et 1907 ;
- l’autre à Bois-le-Roi, sur une superficie plus restreinte de 37 ha, à la Veuve François, en 1845 ;
- une dernière, dite de La Baume, est adjugée en 1845[38].

La première concession, à l’Est du village, exploitait une veine de très faible puissance (10 à 20 cm).
La seconde, à l’ouest, dans le ravin des Avaranches, a été exploitée plus d’un siècle, pour ne fermer qu’en 1948. La couche de lignite était un peu plus épaisse : 20 à 30 cm, dépilée dans une zone de 250 m sur 300 m. L’exploitation, effectuée par des paysans-mineurs et qui n’a jamais été mécanisée, n’a extrait au total que 1 000 à 1 500 t en un siècle. La mine trouvait un débouché local, les particuliers utilisant le lignite pour se chauffer.
Enfin, la concession de La Baume s’étendait à cheval sur la commune de Fontienne et sur celle de Forcalquier. Elle n’a pas été exploitée.
Comme de nombreuses communes du département, Fontienne se dote d’écoles bien avant les lois Ferry : en 1863, elle en possède deux, installées au chef-lieu et au hameau de, qui dispensent une instruction primaire aux garçons. Aucune instruction n’est donnée aux filles : ni la loi Falloux (1851), qui impose l’ouverture d’une école de filles aux communes de plus de 800 habitants, ni la première loi Duruy (1867), qui abaisse ce seuil à 500 habitants, ne concernent Fontienne. Ce n’est qu’avec les lois Ferry que les filles d’Allons sont régulièrement scolarisées.
À la fin de la Seconde Guerre mondiale, la Luftwaffe profite du site de col de Fontienne pour y installer un poste de guet aérien, présent de mai à la mi-juin 1944. La Résistance a projeté de l’attaquer en juin, puis abandonné. Deux des soldats du poste sont tués en voiture à l’entrée du village par des maquisards, le 8 juin.
Jusqu’au milieu du XXe siècle, la vigne était cultivée à Fontienne. Le vin produit, de qualité médiocre, était destiné à l’autoconsommation. Cette culture est aujourd’hui abandonnée.

## Politique et administration

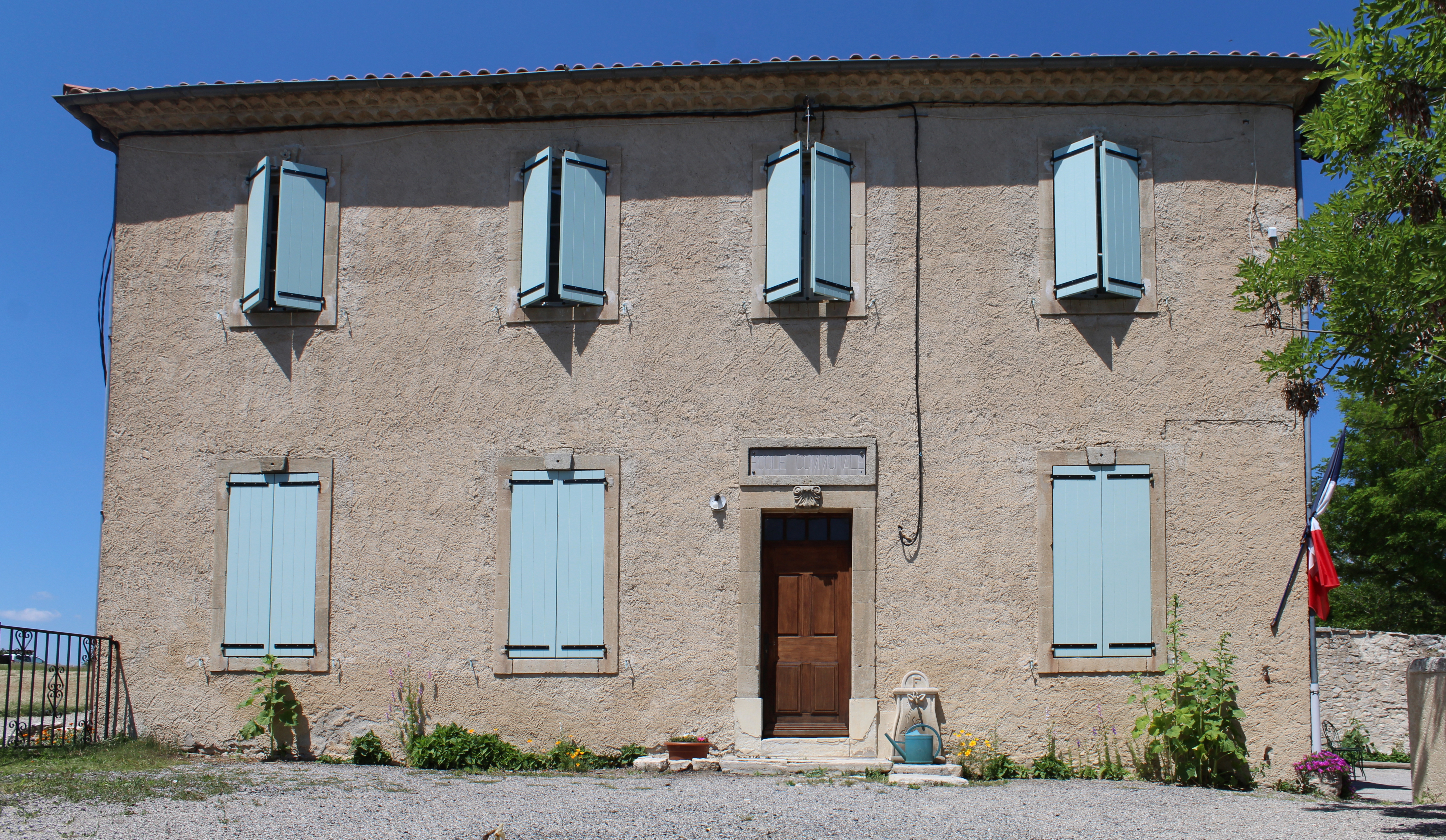
Mairie, ancienne école communale.

### Administration municipale
Fontienne est située dans le canton de Saint-Étienne-les-Orgues, arrondissement de Forcalquier, dans le département des Alpes-de-Haute-Provence. De par sa taille, la commune dispose d'un conseil municipal de onze membres (article L2121-2 du Code général des collectivités territoriales). Lors du scrutin de 2008, il n’y eut qu’un seul tour et Guy Jauffred a été réélu conseiller municipal avec le meilleur total de 100 voix, soit 95,24 % des suffrages exprimés. La participation a été de 84,68 %. Il a ensuite été nommé maire par le conseil municipal.

### Liste des maires
L'élection du maire est la grande innovation de la Révolution de 1789. De 1790 à 1795, les maires sont élus au suffrage censitaire pour 2 ans. De 1795 à 1800, il n’y a pas de maires, la commune se contente de désigner un agent municipal qui est délégué à la municipalité de canton.
En 1799-1800, le Consulat revient sur l'élection des maires, qui sont désormais nommés par le pouvoir central. Ce système est conservé par les régimes suivants, à l'exception de la Deuxième République (1848-1851). Après avoir conservé le système autoritaire, la Troisième République libéralise par la loi du 5 avril 1884 l'administration des communes : le conseil municipal, élu au suffrage universel, élit le maire en son sein.
| Période                                  | Période                       | Identité                     | Étiquette | Qualité                    |
| ---------------------------------------- | ----------------------------- | ---------------------------- | --------- | -------------------------- |
| mai 1945                                 |                               | Achille Francou              |           |                            |
|                                          |                               |                              |           |                            |
| 1971                                     | 1977                          | Ismaël Francou               |           |                            |
| 1977 (?)                                 |                               | André Charbonnier            |           |                            |
|                                          |                               | Abel Henri GermainTestanière |           |                            |
| avant 1981                               | ?                             | Jean-Louis Brémond           |           |                            |
| 1995                                     | En cours (au 27 janvier 2024) | Guy Jauffred,                | LR        | Retraité de l'enseignement |
| Les données manquantes sont à compléter. |                               |                              |           |                            |

### Intercommunalité
Fontienne fait partie de la Communauté de communes du pays de Forcalquier et montagne de Lure.

### Services
Hormis les services administratifs assurés par la mairie, la commune n'a aucun service public sur son territoire. L'ensemble des services publics sont disponibles dans les communes les plus proches. La commune dépend du Centre de secours et de la brigade de gendarmerie de Saint-Étienne-les-Orgues.

### Environnement
Les habitants de Fontienne disposent des deux déchèterie de la communauté de communes du pays de Forcalquier et montagne de Lure situées l'une à Pierrerue et l'autre à Saint-Étienne-les-Orgues. Le tri sélectif par apport volontaire dans des containers sélectifs a été mis en place ; en effet chaque habitant du département produit annuellement 400 kg de déchets ménagers dont plus de 70 % sont recyclables ou valorisables.
Des déchets radioactifs en provenance de la société Isotopchim de Ganagobie ont été déversés dans l’ancienne décharge de Fontienne (voir l’article sur cette commune pour plus de détails).

### Fiscalité
| Taxe                                        | Part communale | Part intercommunale | Part départementale | Part régionale |
| ------------------------------------------- | -------------- | ------------------- | ------------------- | -------------- |
| Taxe d'habitation                           | 5,00 %         | 0,00 %              | 5,53 %              | 0,00 %         |
| Taxe foncière sur les propriétés bâties     | 14,50 %        | 0,00 %              | 14,49 %             | 2,36 %         |
| Taxe foncière sur les propriétés non bâties | 55,00 %        | 0,00 %              | 47,16 %             | 8,85 %         |
| Taxe professionnelle                        | 0,00 %         | 15,89 %             | 10,80 %             | 3,84 %         |

La part régionale de la taxe d'habitation n'est pas applicable.
La taxe professionnelle est remplacée en 2010 par la cotisation foncière des entreprises portant sur la valeur locative des biens immobiliers et par la contribution sur la valeur ajoutée des entreprises (les deux formant la contribution économique territoriale qui est un impôt local instauré par la loi de finances pour 2010).

## Population et société

### Démographie
En 2022, Fontienne comptait 131 habitants, chiffre stable depuis 2005. À partir du XXIe siècle, les recensements réels des communes de moins de 10 000 habitants ont lieu tous les cinq ans (2005, 2010, 2015, etc. pour Fontienne). Depuis 2004, les autres chiffres sont des estimations.
| 1765 | 1793 | 1800 | 1806 | 1821 | 1831 | 1836 | 1841 | 1846 |
| ---- | ---- | ---- | ---- | ---- | ---- | ---- | ---- | ---- |
| 136  | 151  | 184  | 183  | 152  | 206  | 200  | 201  | 199  |

| 1851 | 1856 | 1861 | 1866 | 1872 | 1876 | 1881 | 1886 | 1891 |
| ---- | ---- | ---- | ---- | ---- | ---- | ---- | ---- | ---- |
| 186  | 165  | 164  | 175  | 153  | 164  | 136  | 151  | 133  |

| 1896 | 1901 | 1906 | 1911 | 1921 | 1926 | 1931 | 1936 | 1946 |
| ---- | ---- | ---- | ---- | ---- | ---- | ---- | ---- | ---- |
| 129  | 124  | 121  | 110  | 88   | 82   | 78   | 61   | 55   |

| 1954 | 1962 | 1968 | 1975 | 1982 | 1990 | 1999 | 2005 | 2006 |
| ---- | ---- | ---- | ---- | ---- | ---- | ---- | ---- | ---- |
| 41   | 38   | 25   | 24   | 52   | 73   | 116  | 132  | 131  |

| 2010 | 2015 | 2020 | 2022 | - | - | - | - | - |
| ---- | ---- | ---- | ---- | - | - | - | - | - |
| 132  | 129  | 135  | 131  | - | - | - | - | - |

| 1471   |
| ------ |
| 5 feux |

L’histoire démographique de Fontienne, après la saignée des XIVe et XVe siècles et le long mouvement de croissance jusqu’au début du XIXe siècle, est marquée par une période d’« étale » où la population reste relativement stable à un niveau élevé. Cette période dure du début du XIXe siècle à 1866. L’exode rural provoque ensuite un mouvement de recul démographique de longue durée. En 1921, la commune a perdu plus de la moitié de sa population par rapport au maximum historique de 1841. Le mouvement de baisse se poursuit jusqu’aux années 1970. Depuis, la croissance de la population a repris : multipliée par cinq en trente ans, elle a dépassé ce seuil de 50 % de la population de 1841.

### Enseignement
La commune ne dispose pas d'école primaire publique. Au niveau secondaire, les élèves sont affectés au collège Henri-Laugier à Forcalquier. Puis les élèves sont dirigés vers les lycées de Manosque, soit le lycée polyvalent Les Iscles, soit le lycée Félix-Esclangon.

### Cultes
La commune fait partie du secteur paroissial Montagne de Lure.

## Économie
La pierre calcaire est exploitée au sein d'une carrière.[réf. nécessaire]

### Aperçu général
En 2009, la population active s’élevait à 63 personnes, dont sept chômeurs (cinq fin 2011). Ces travailleurs sont majoritairement salariés (46 sur 57) et travaillent majoritairement hors de la commune (46 actifs sur 57).
Fin 2010, le secteur secondaire (industrie et construction) était totalement absent de la commune.

### Agriculture
Fin 2010, le secteur primaire (agriculture, sylviculture, pêche) comptait trois établissements actifs au sens de l’Insee (exploitants non-professionnels inclus) et aucun emploi salarié.
Le nombre d’exploitations professionnelles, selon l’enquête Agreste du ministère de l’Agriculture, était très faible en 2010 et couvert par le secret statistique, ainsi que la surface agricole utile (SAU). Il y avait 10 exploitations en 2000, sept en 1988. De 1988 à 2000, la SAU a fortement augmenté, de 68 ha à 222 ha.
Les agriculteurs de la commune de Fontienne ont droit à trois labels appellation d'origine contrôlée (AOC) (dont le banon) et à neuf labels indication géographique protégée (IGP) (dont miel de Provence, agneau de Sisteron).
La culture de l’olivier est pratiquée dans la commune depuis des siècles, tout en étant limitée à des surfaces restreintes. Le terroir de la commune se situe en effet à la limite altitudinale de l’arbre, qui ne peut que difficilement être exploité au-delà des 650 mètres. L’olivier était exploité sur plus de dix hectares, et fournissait le marché de la ville voisine, Forcalquier. Actuellement[Quand ?], l’oliveraie communale compte moins de 1000 pieds. L’huile produite à partir des olives récoltées dans la commune bénéficie des AOC huile d’olive de Provence et huile d’olive de Haute-Provence.
Parmi les neuf labels IGP couvrant la commune, ceux concernant le vin (alpes-de-haute-provence (IGP) blanc, rouge et rosé et VDP de Méditerranée blanc, rouge et rosé) ne sont pas utilisées, la vigne n’étant pas cultivée pour une production commerciale dans la commune.

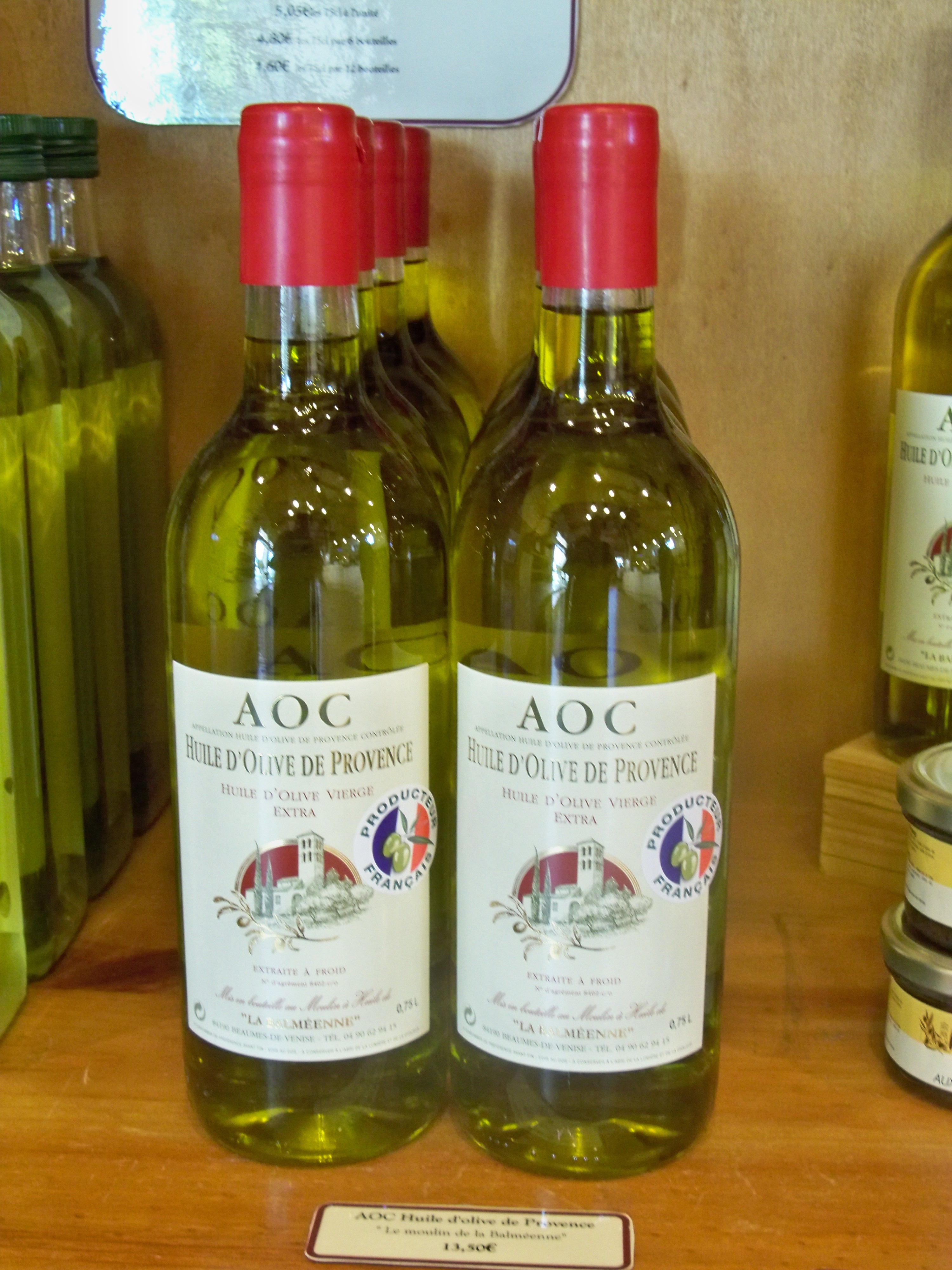
Huile de Provence AOC.
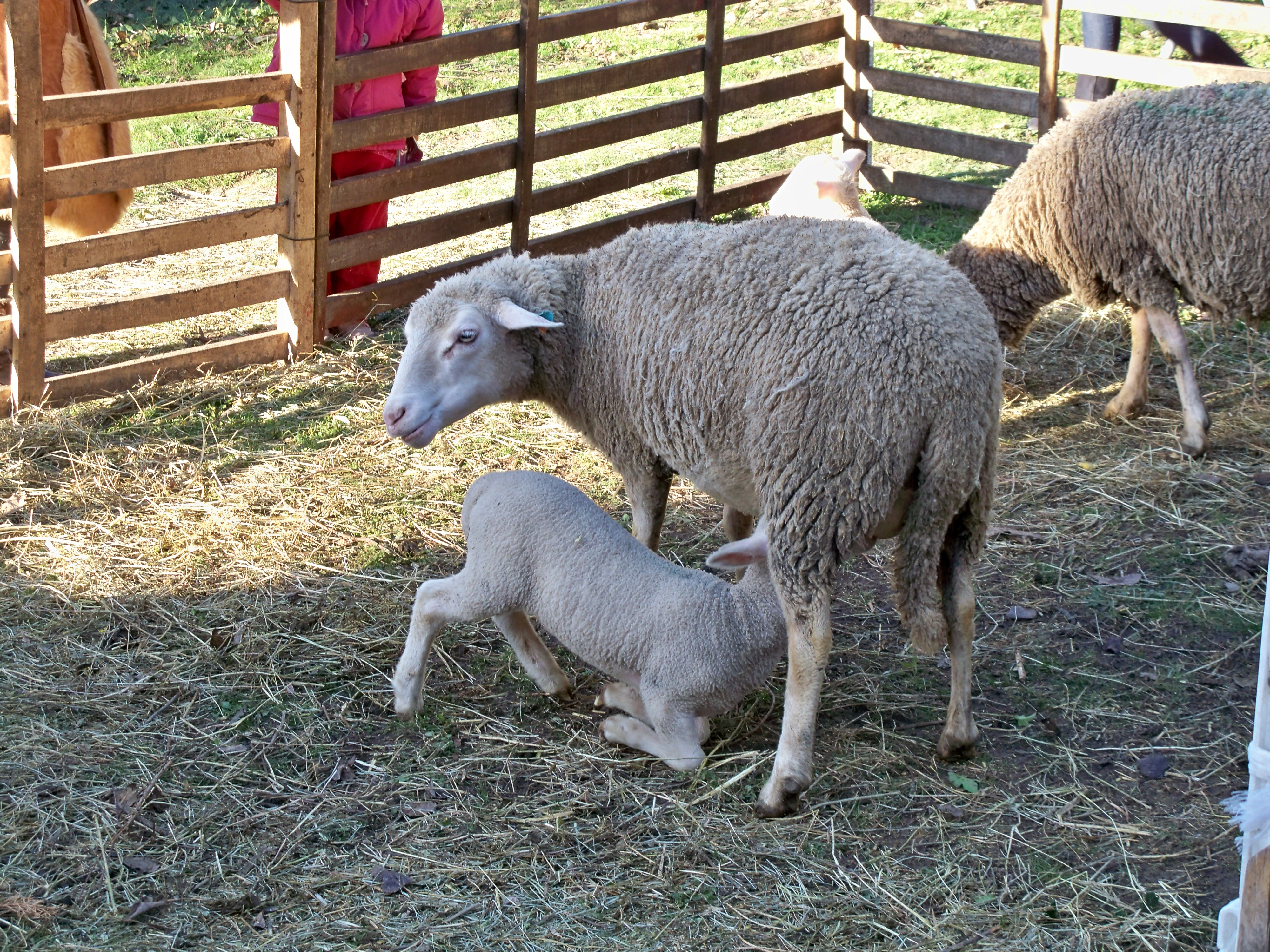
Agneau de Sisteron élevé sous sa mère.
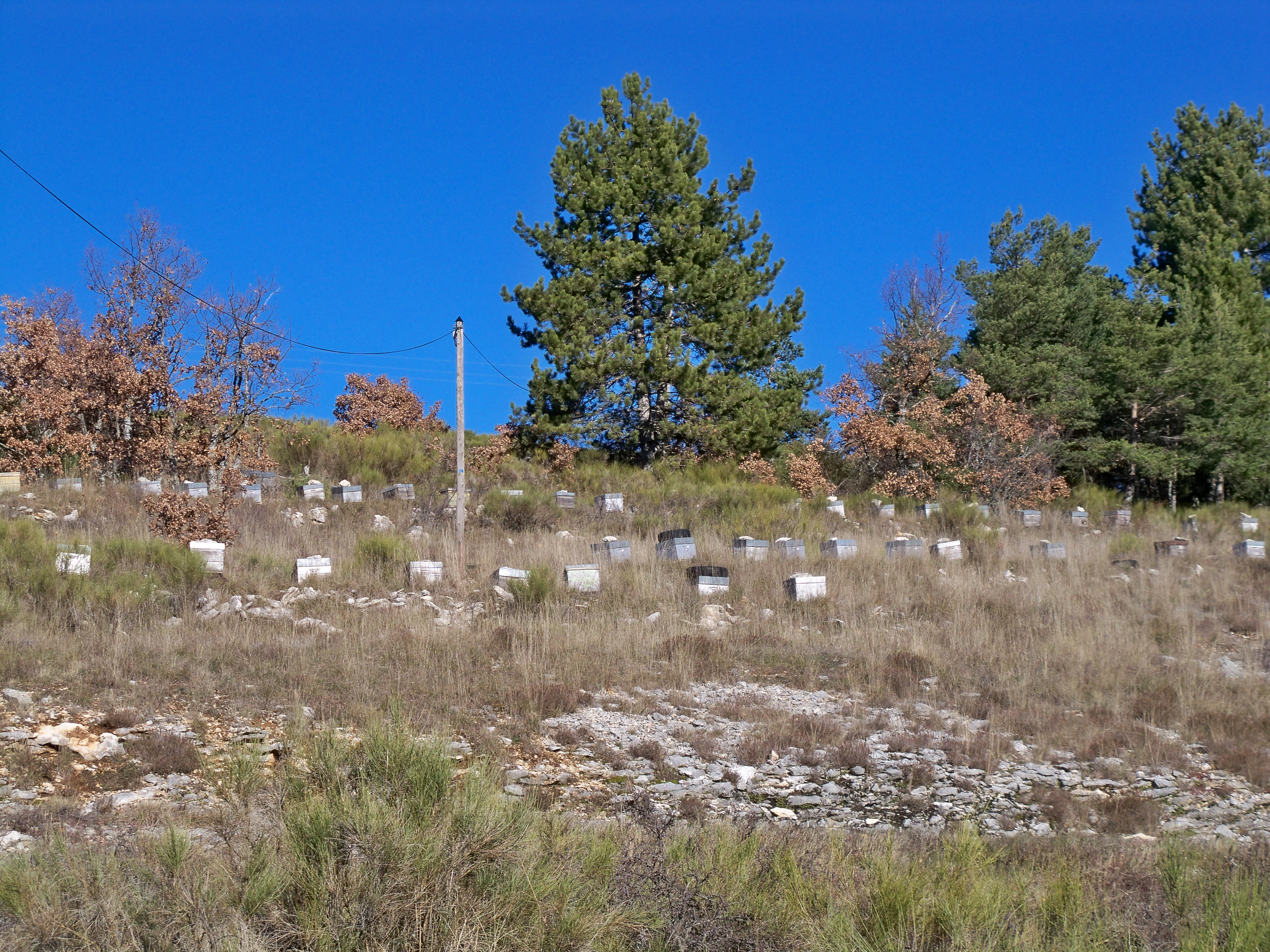
Ruches à la Combe du Pommier.
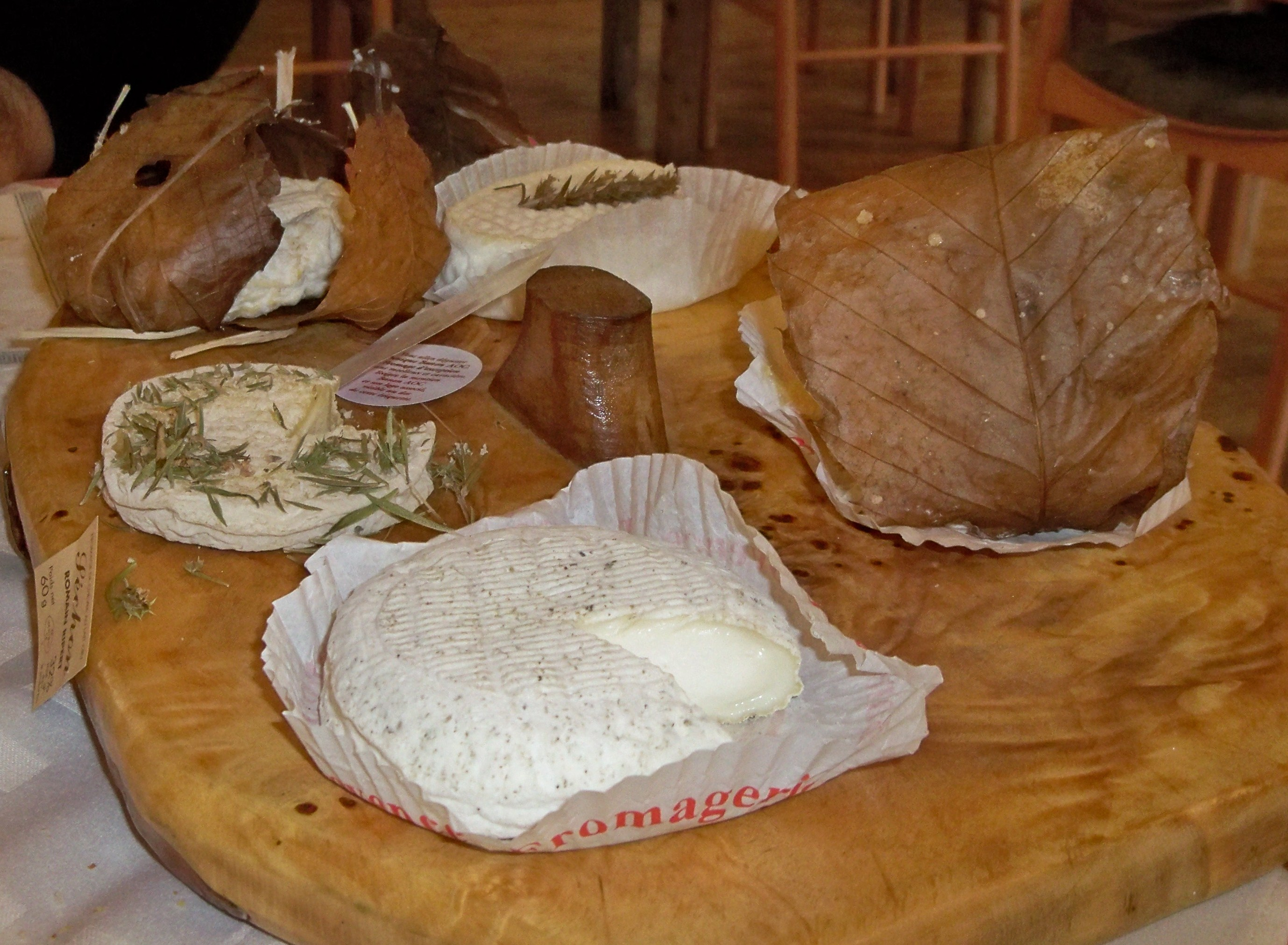
Plateau d'AOC Banon dans un restaurant de Revest-du-Bion.

### Activités de service
Fin 2010, le secteur tertiaire (commerces, services) comptait huit établissements (avec trois emplois salariés), auxquels s’ajoutent un établissement du secteur administratif, salariant deux personnes.
D'après l’Observatoire départemental du tourisme, la fonction touristique est moyennement importante pour la commune, avec entre un et cinq touristes accueillis par habitant. Les seules structures d’hébergement à finalité touristique existant à Fontienne sont des meublés labellisés. Les résidences secondaires apportent un complément appréciable à la capacité d’accueil : au nombre de 33, elles représentent un tiers des logements,.

## Lieux et monuments

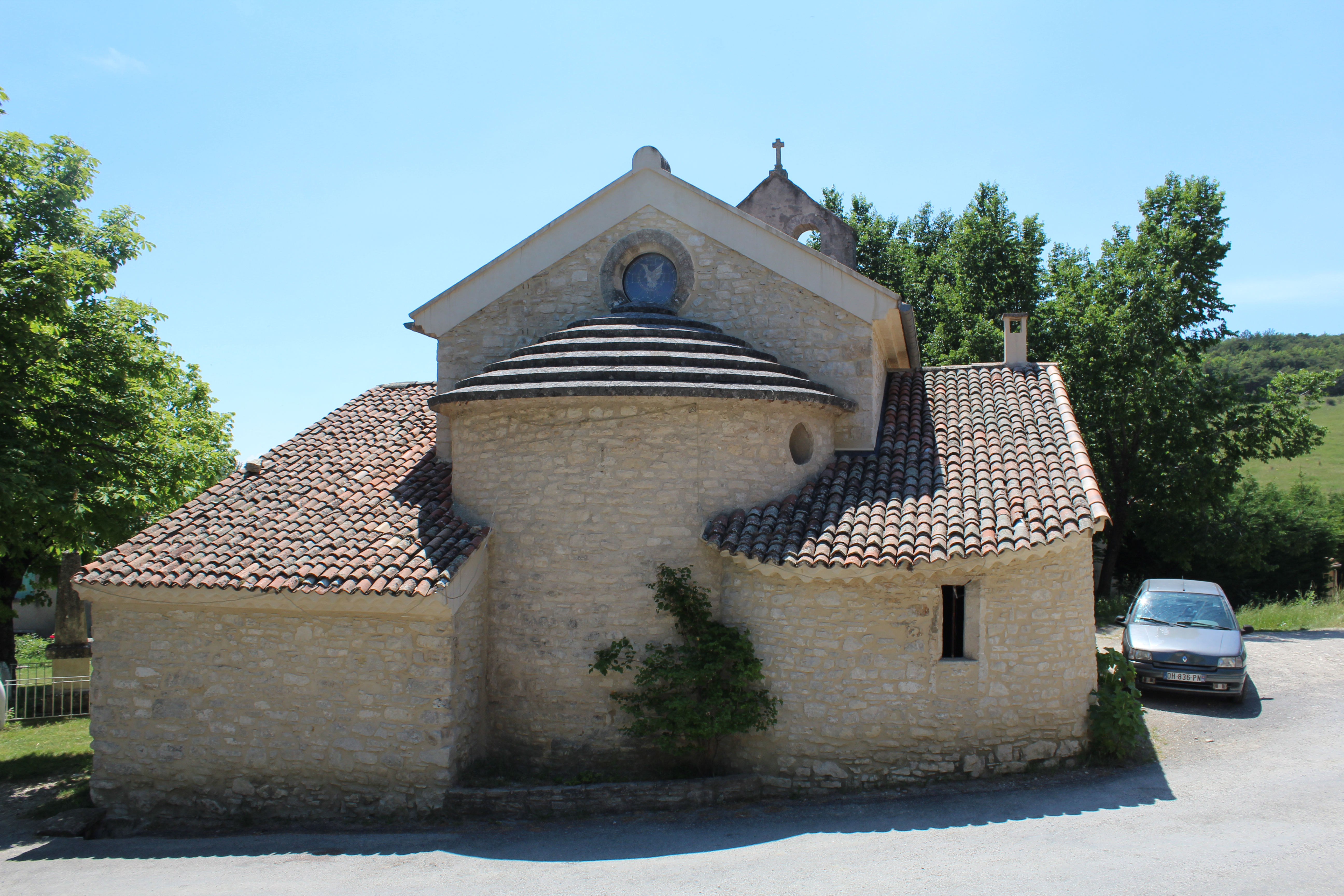
Église Saint-Pierre.

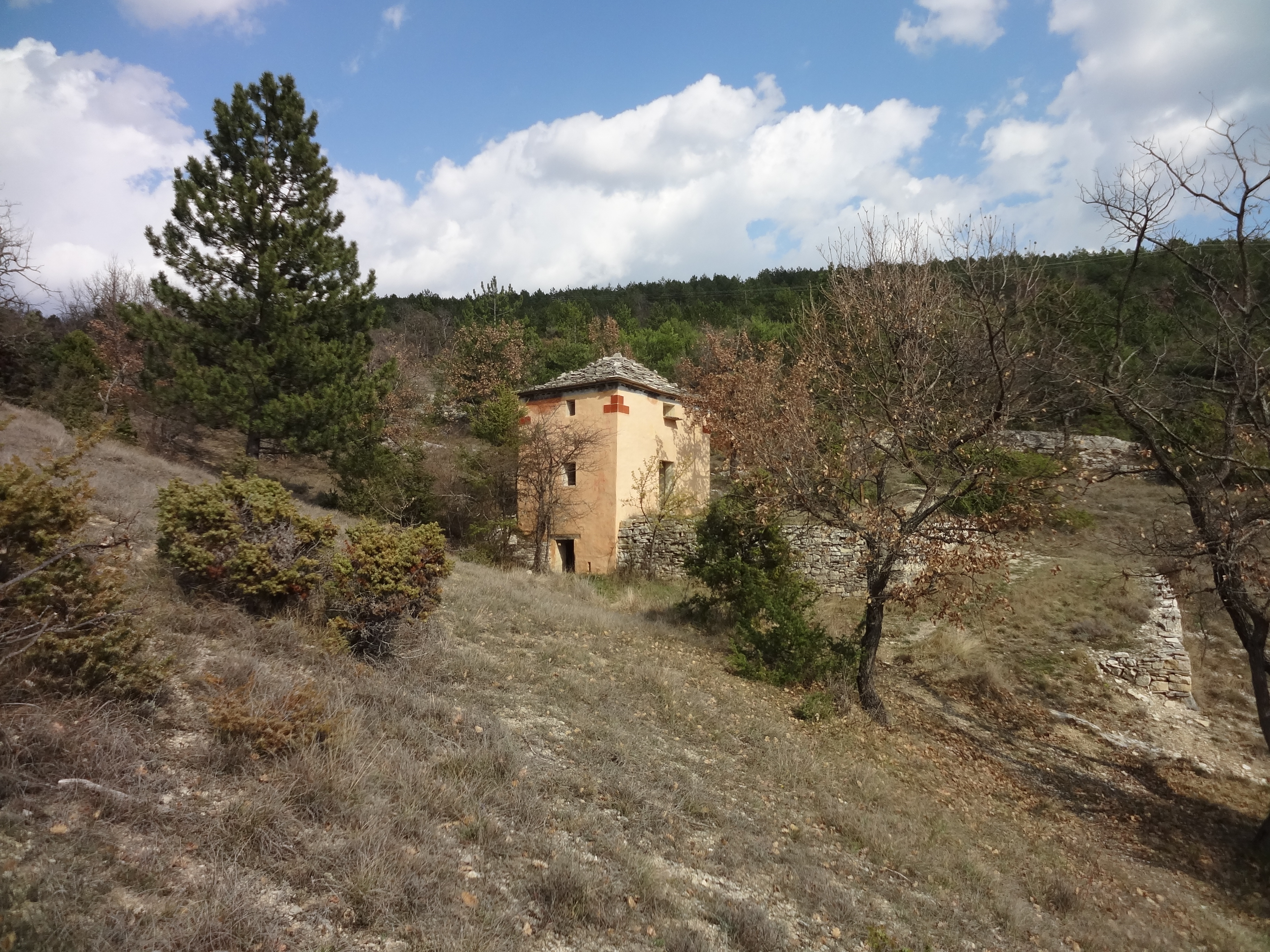
Cabanon Sube.

L’église paroissiale Saint-Pierre, possède une nef à deux travées en berceau brisé ; deux larges chapelles latérales sont voûtées en plein cintre. Le portail est voûté de claveaux. Le clocher-mur, au-dessus de la façade occidentale, est surmonté d’un fronton triangulaire. Quelques éléments romans sont du XIIIe siècle, mais l’église a été reconstruite en 1611. Le tableau représentant saint Pierre, du XVIIe siècle, est classé monument historique au titre objet.
Le château, situé dans le village, est construit sur un premier étage de salles voûtées en plein cintre (XIIIe siècle au plus tôt). Les deux bâtiments construits au-dessus, dont l’un en L et ayant conservé une tour à mâchicoulis, datent du XVIIIe siècle ou du début du XIXe.
En face du château se trouve un ancien prieuré, avec une belle porte ancienne et un cadran solaire qui proclame « Horas numero nisi serenas » (Je ne compte que les heures ensoleillées)… mais le latin du prieur devait laisser à désirer, car la citation correcte est « Horas non numero nisi serenas »).
La chapelle Sainte-Anne, à l’est du village, est signalée par Daniel Thiery.
- Fontaine de Diane, avec voûte gallo-romaine
- ravin des Aravanches

## Héraldique
| Blason de Fontienne | Blason  | D’azur à une fontaine d’or jaillissante de deux jets d’argent et surmontée de la lettre F capitale, aussi d’argent. |
| Blason de Fontienne | Détails | Armes parlantes. Jeu de mots sur sonorité : fontaine/Fontienne. Le statut officiel du blason reste à déterminer.    |